# Илле Тукташ
Тукта́ш Ілля́ Семенович (29 липня 1907, село Великі Токташі, Ядринський повіт, Казанська губернія  (нині  Аліковський район Чувашія) — 20 січня 1957, Чебоксари) — чуваський поет, прозаїк, фольклорист.  Член Спілки Письменників СРСР (1934). Працював головним редактором журналу Таван Атал.

## Біографія

### Трудова діяльність
Навчався у Великотукташській початковій і Красночетайській восьмирічній школах. П'ятнадцятирічним підлітком брав активну участь у молодіжному русі. 1925 року стає секретарем комітету комсомолу Аліковской волості.
У 1926–1928 роках І. Тукташ вчиться у радпартшколі. Потім працює в редакціях газети «Çамрăк хресчен» («Молодий селянин») та журналу «Хатĕр пул» («Будь готовий»). У 1930–1932 роках відповідальний секретар газети «Колгоспник» у місті Самара.
Ілля Семенович спільно з Ісаєвим метрів, І.Вікторовим і Івановим-Пайменом доклав багато зусиль у виданні альманаху «Вăтам Атӑл» («Середня Волга»). Згодом працював у  Чуваському книжковому видавництві, Чуваському науково-дослідному інституті.
У 1942–1944 роках — військовий кореспондент на фронтах Німецько-радянської війни. Повернувшись з фронту обирається Головою Правління  Чуваського Спілки письменників.

### Творча діяльність
Ілля Тукташ творив у жанрі ліричної поезії. Його твори «Шур кăвакарчăн» («Білий голуб»), «Ӳс, çĕршив, хăватлан» («Рости, країна, окрепнем»), «Тӑван çĕршив» («Рідна країна») золотими нитками вписані в скарбницю чуваської літератури. Гімном Чуваської республіки стала пісня, написана композитором Германом Лебедєвим на вірші Іллі Тукташа «Тӑван çĕршив» («Рідна країна»).
З-під пера Іллі Тукташа також виходили розповіді і повість. Майстер досяг успіхів і в літературних перекладах: переклав на чуваську мову деякі глави романів М. Шолохова « Піднята цілина» («Уçнă çерем»), «Тихий Дон» («Лăпкă Дон»), твори М. Горького «Дівчина і смерть» («Хĕрпе вилĕм»), «Пісня про сокола» («Кăйкăр çинчен хунă юрă»), сонети  В. Шекспіра, вірші А. Навої, В. Лебедєва-Кумача, С. Алимова.
Багато працював збирав фольклор. Підготовлений Іллею Семеновичем матеріал усної народної творчості побачив світ у його праці «Чăваш фольклорĕ» («Чуваська фольклор»), виданого в 1941, 1949 роках.

## Відомі книги
- «Сăвăсем» («Стихи») (1930);
- «Пĕрремĕш çĕнтерӳ» («Перша перемога») (1932);
- «Октябрь»
- «Вăкăр çырми» («Бичачий лог») (1933);
- «Чечек çыххи» («Букет») (1939)
- «Павел Лаптев» (1944);
- «Çĕр хуçисем» («Господарі землі») (1954);
- «Сăвăсемпе юрăсем» («Вірші та пісні») (1958).

## Пам'ять
- Літературний музей імені І.С. Тукташа, Великі Токташі.
- Літературний куточок І.С. Тукташа, в  Аліковском літературно-історичному музеї, с. Аліково.
- У м. Чебоксари - столиці Чуваської Республіки - ім'ям І.С. Тукташа названа одна з вулиць.